# Colonia El Rosario (Francisco I. Madero)
No confundir con El Rosario, localidad del mismo municipio.
Colonia El Rosario es una localidad de México perteneciente al municipio de Francisco I. Madero en el estado de Hidalgo.

## Historia
Para el Conteo INEGI de 1995, se conurba de forma oficial a la localidad de El Rosario; y para el 15 de agosto de 2013 se desconurba de forma oficial de la misma.

## Geografía
Se encuentra en la región del Valle del Mezquital. A la localidad le corresponden las coordenadas geográficas 20° 14’ 45.488” de latitud norte y 99° 02’ 13.467” de longitud oeste, con una altitud de 1970 m s. n. m.  Se encuentra a una distancia aproximada de 8.10 kilómetros al este de la cabecera municipal, Tepatepec.
En cuanto a fisiografía se encuentra dentro de las provincia del Eje Neovolcánico, dentro de la subprovincia de Llanuras y Sierras de Querétaro e Hidalgo; su terreno es de llanura y lomerío. En lo que respecta a la hidrografía se encuentra posicionado en la región del río Panuco, dentro de la cuenca del río Moctezuma, en la subcuenca del río Actopan. Cuenta con un clima semiseco templado.

## Demografía
En 2020 registró una población de 1100 personas, lo que corresponde al 3.04 % de la población municipal. De los cuales 525 son hombres y 575 son mujeres. Tiene 288 viviendas particulares habitadas.
| Gráfica de evolución demográfica de Colonia El Rosario entre 1950 y 2020                     |
|                                                                                              |
| Población de los censos y conteos del Instituto Nacional de Estadística y Geografía (INEGI). |

## Economía
La localidad tiene un grado de marginación bajo y un grado de rezago social muy bajo.